# منجم ليتسينج
منجم ليتسينج للألماس (بالإنجليزية: Letseng diamond mine)‏ يتواجد في مملكة ليسوتو وهي دولة بالجنوب الأفريقي مقفلة ولا تطل على البحر، تعود ملكية المنجم إلى شركة جيم دايموند وحكومة ليسوتو. ويعتبر أضخم مناجم الألماس بالعالم حيث ينحدر تحت الأرض لعمق ~3,100 متر (10,000 قدم).

## الإنتاج
تتميز بدرجة ركاز منخفضة للغاية (أقل من 2 قيراط / مائة طن) ولكنها معروفة جدا بإنتاج قطع الألماس ضخمة، فلديهم أعلى نسبة من الألماس الكبير (أعلى من 10 قيراط)، مما يعطيها قيمة بالدولار لكل قيراط أعلى من أي منجم ألماس آخر. لأن المتوسط العالمي هو نحو 81 $دولار للقيراط الواحد، بينما بلغ متوسط ليتسينغ أكثر من 1894 دولار للقيراط الواحد وذلك للأشهر الستة الأولى من عام 2007.
بسبب عمق المنجم الشديد، فإن درجة الحرارة بالمنجم تنخفض إلى مادون -20 درجة مئوية، وتتساقط الثلوج بالشتاء بشكل اعتيادي، ولكنه أمر غير اعتيادي بأفريقيا الحارة.

## اكتشافات الألماس الكبيرة

### وعد ليسوتو
وعد ليسوتو (بالإنجليزية: Lesotho Promise)‏ أعلن عن اكتشافها بتاريخ 4 أكتوبر 2006 وتزن 603 قيراط (121 جرام) من الألماس الأبيض، وهي أكبر ماسة اكتشفت بهذا القرن ويأتي تصنيفه في المرتبة 15 من حيث أكبر احجام الألماس المكتشفة، لون الحجر نادر وصنفه (D) وهو أعلى تصنيف لألوان الألماس.

### أسمر ليسوتو
أسمر ليسوتو (بالإنجليزية: Lesotho Brown)‏ استخرجت من الأرض عام 1967، وقد كانت بالسابق أكبر جوهرة مكتشفة بمنجم ليتسنغ ووزنها 601 قيراط (120 جرام).

### إرث ليتسينغ (سبتمبر 2007)
أعلن عنها بواسطة شركة جيم دايموند وهي ذات الوزن 493 قيراط، ويأتي ترتيبها بالرقم 18 كأكبر جوهرة ماسة اكتشفت. وقد تم بيعها لمجموعة جراف - سافديكو وشركائهم (Graff-SAFDICO partnership) بمبلغ 10$ ملايين دولار.

### نجمة ليسوتو
استخرجت عام 2004، ووزنها 123 قيراط.

### لم تسم (سبتمبر 2008)
بتاريخ 21 سبتمبر 2008 أعلنت شركة جيم دايموند بأنها عثرت على ألماسة وزنها 478 قيراط وذات جودة عالية، مما يؤهلها بأن تكون الألماسة ذات الترتيب ال20 من حيث حجم الألماس المكتشف. وتصنيف اللون هو (II D) مع احتمال ان يصل وزنه 150 قيراط بعد الصقل.وقال المدير التنفيذي للشركة كليف الفيك (Clifford Elphick): «يشير الفحص الأولى لحجر الألماس المميز إلى أنه سيعطي ماسة صقيلة تحطم الأرقام القياسية لأفضل ماسة من حيث اللون والنقاء. ولا توجد إضافات مرئية بشكلها الطبيعي»
.